# The History of Tuff
The History of Tuff è una raccolta dei Tuff, uscita nel 2001 per l'Etichetta discografica R.L.S. Records.

## Tracce
1. American Hair Band (Radio Edit) (Ritchie, Hetfield, Ulrich, Snider, Rachelle) 4:29
2. Not Telling The Truth (Nolan) 3:59
3. Don't Complain (DeSaint, Rachelle, Carusso, Lean) 3:49
4. American Man  (Simmons, St.James, Thayer) 3:47
5. I Won't Give Up (Raphael, Rachelle) 4:28
6. So Many Seasons (Rachelle, Chase, DeSaint, Lean) 3:55
7. Who The Hell Am I? (Rachelle) 4:15
8. Another Man's Gun (Cantor, Carusso) 4:18
9. A Place Where Love Can't Go (Meagher, Rachelle, DeSaint) 4:24
10. People They Change (Rachelle, Lean) 4:02
11. Good Guys Wear Black (DeSaint, Rachelle, Chase, Lean, Croyle) 4:07
12. Sinner Street (DeSaint, Rachelle, Chase, Lean) 3:20
13. Summertime Goodbye (DeSaint, Rachelle, Chase, Lean) 3:15
14. American Hair Band (Slang Edit) (Ritchie, Hetfield, Ulrich, Snider, Rachelle) 4:28

## Formazione
- Stevie Rachelle - voce
- Darrell Roberts - chitarra
- Brian Saunders - basso
- Tony Eckholm - batteria

### Altri musicisti
- Jorge DeSaint - chitarra
- Gilby Clarke - chitarra
- Nick Nolan - chitarra
- Mark Riccardi - chitarra
- Michael Raphael - chitarra, basso, tastiere, percussioni
- Todd Chase - bass
- Randy Cantor - basso
- Tommy Henrikson - basso
- Michael Lean - batteria
- Brian Tichy - batteria
- Brian Burwells - batteria
- John Stevens - tastiere, sintetizzatori
- Matt Thor - tastiere